# Gare d’Arengosse
Gare d’Arengosse – przystanek kolejowy w Arengosse, w departamencie Landy, w regionie Nowa Akwitania, we Francji.
Został otwarty w 1857 przez Compagnie des chemins de fer du Midi et du Canal latéral à la Garonne. Jest przystankiem kolejowym Société nationale des chemins de fer français (SNCF), obsługiwanym przez pociągi TER Aquitaine.